# Thézillieu
Thézillieu ist eine ehemalige französische Gemeinde und heutige Commune déléguée mit 306 Einwohnern (Stand 1. Januar 2022) im Département Ain in der Region Auvergne-Rhône-Alpes. Sie gehörte zum Kanton Hauteville-Lompnes und zum Arrondissement Belley. Überdies war sie Mitglied im Gemeindeverband Plateau d’Hauteville. Sie wurde durch ein Dekret vom 12. Dezember 2018 und mit Wirkung vom 1. Januar 2019 mit Hauteville-Lompnes, Hostiaz und Cormaranche-en-Bugey zur Commune nouvelle Plateau d’Hauteville fusioniert.

## Geographie
Thézillieu liegt auf 870 m, etwa 20 Kilometer ostsüdöstlich der Stadt Ambérieu-en-Bugey und 45 Kilometer südöstlich der Präfektur Bourg-en-Bresse (Luftlinie). Das Bauerndorf erstreckt sich im zentralen Bugey, leicht erhöht am östlichen Rand einer breiten Mulde des Hochjuras, die zum Plateau d’Hauteville zählt, zwischen zwei bewaldeten Höhenrücken am Fuß des Signal.
Die Fläche des 26,25 km² großen ehemaligen Gemeindegebiets umfasst einen Abschnitt des südlichen französischen Juras. Der zentrale Teil wird von einer breiten in Nord-Süd-Richtung orientierten Mulde (im Mittel auf 820 m) eingenommen, die eine Synklinale im Faltenjura bildet. Nach Norden teilt sich diese Mulde in zwei rund 1 km breite Senken; dazwischen erhebt sich der Höhenzug der Forêt de Rouge (1010 m). Während der nördliche Teil der Mulde von Thézillieu keinen oberirdischen Abfluss zeigt (das Niederschlagswasser versickert im porösen Kalkuntergrund), wird der südliche Teil durch den Bach Arène zum Furans und weiter zur Rhône entwässert. Inmitten der Mulde befinden sich zwei Weiher, die Étangs du Genevray, die der Fischzucht dienen.
Im Osten wird die Senke vom bewaldeten Höhenrücken der Forêt Domaniale de Gervais und der Forêt du Fays flankiert, wobei auf dem Signal mit 1123 m die höchste Erhebung von Thézillieu erreicht wird. Auch die westliche Abgrenzung bildet ein langgezogener Kamm mit der Forêt Domaniale de Saint-Sulpice (1090 m) und der Forêt de Ravière.
Zu Thézillieu gehörten neben dem eigentlichen Ort auch verschiedene Weiler und Gehöfte, nämlich (von Süden nach Norden):
- Pontieu (770 m) im Tal der Arène
- Le Genevray (830 m) östlich der Étangs du Genevray
- Les Catagnolles (805 m) in der Senke von Thézillieu
- Sainte-Blaizine (850 m) in der Mulde nördlich des Dorfes
- Lavant (790 m) in der Senke am Ostfuß der Forêt Domaniale de Saint-Sulpice

Nachbarorte von Thézillieu sind Hauteville-Lompnes und Cormaranche-en-Bugey im Norden, Sutrieu und Belmont-Luthézieu im Osten, Virieu-le-Grand und Armix im Süden sowie Prémillieu und Hostiaz im Westen.

## Geschichte
Im Jahre 1149 wurde das Zisterzienserkloster Saint-Sulpice auf das Gebiet des heutigen Thézillieu verlegt, das in lateinischen Urkunden Theysiliacus hieß. Die Mönche rodeten das Gebiet, machten es urbar und legten damit den Grundstein für die Besiedlung der Mulde und die Entstehung der Ortschaft Thézillieu. Die Äbte waren stets auch die weltlichen Herren über Thézillieu, das seit dem Mittelalter unter der Oberhoheit der Grafen von Savoyen stand. Mit dem Vertrag von Lyon gelangte das Dorf im Jahre 1601 an Frankreich.

## Sehenswürdigkeiten
Die Dorfkirche von Thézillieu wurde im 17. Jahrhundert erbaut und später mehrfach umgestaltet. Vom ehemaligen Kloster, das 1793 geplündert und zerstört wurde, sind Ruinen der Kirche und der Konventsgebäude erhalten.

## Bevölkerung
| Bevölkerungsentwicklung | Bevölkerungsentwicklung |
| Jahr                    | Einwohner               |
| ----------------------- | ----------------------- |
| 1962                    | 325                     |
| 1968                    | 296                     |
| 1975                    | 254                     |
| 1982                    | 278                     |
| 1990                    | 297                     |
| 1999                    | 299                     |
| 2006                    | 310                     |
| 2011                    | 321                     |
| 2022                    | 306                     |

Mit 306 Einwohnern (Stand 1. Januar 2022) gehörte Thézillieu zu den kleinen Gemeinden des Département Ain. Nachdem die Einwohnerzahl in der ersten Hälfte des 20. Jahrhunderts deutlich abgenommen hatte, wurde seit Mitte der 1970er Jahre wieder eine leichte Bevölkerungszunahme verzeichnet.

## Wirtschaft und Infrastruktur
Thézillieu war bis weit ins 20. Jahrhundert hinein ein vorwiegend durch die Landwirtschaft und Forstwirtschaft geprägtes Dorf. Noch heute leben die Bewohner überwiegend von der Tätigkeit im ersten Sektor. Einige Erwerbstätige sind auch Wegpendler, die in den größeren Ortschaften der Umgebung ihrer Arbeit nachgehen.
Die Ortschaft liegt abseits der größeren Durchgangsstraßen an einer Departementsstraße, die von Virieu-le-Grand nach Hauteville-Lompnes führt. Weitere Straßenverbindungen bestehen mit Prémillieu, Longecombe und über den Pass Col de la Lèbe mit Belmont-Luthézieu.
In Thézillieu befindet sich eine staatliche Grundschule (école élémentaire).